# Sisowath Vatchayavong
Le prince Sisowath Vatchayavong (né le 13 septembre 1891 à Phnom Penh et mort le 30 janvier 1972 dans la même ville) est un homme politique cambodgien, Premier ministre entre le 25 juillet 1947 et le 20 février 1948.